# Endrinal
Endrinal é um município da Espanha na província de Salamanca, comunidade autónoma de Castela e Leão, de área 33,48 km² com população de 291 habitantes (2004) e densidade populacional de 8,69 hab/km².

## Demografia
| Variação demográfica do município entre 1991 e 2004 | Variação demográfica do município entre 1991 e 2004 | Variação demográfica do município entre 1991 e 2004 | Variação demográfica do município entre 1991 e 2004 |
| --------------------------------------------------- | --------------------------------------------------- | --------------------------------------------------- | --------------------------------------------------- |
| 1991                                                | 1996                                                | 2001                                                | 2004                                                |
| 318                                                 | 311                                                 | 289                                                 | 291                                                 |